# Fogarassy Mária
Fogarassy Mária (Disznóshorvát, 1919. április 30. – Budapest, 1997. január 17.) Jászai Mari-díjas magyar színésznő, érdemes művész.

## Életpályája
Pályájáról mesélte:

„Egész pályafutásom alatt vidéken játszottam. De milyen sok helyen! Békéscsaba és Kaposvár kivételével minden magyar városban, ahol színház van. De valóban igaz: karrier ez. Bár nem a szokványos értelemben. Az operettszínpadról igen hamar távoztam. Előbb a Szentivánéji álom Titániáját, majd Desdemonát játszottam Debrecenben, aztán végképp megmaradtam a drámai színpadon. S jöttek a nagy szerepek: Júlia, Ofélia, Karenina Anna, majd Melinda és a többiek…Desdemona, Roxane és a Kaméliás hölgy voltak a legkedvesebb szerepeim. Sohasem felejtem, életem legelső szerepét. Júliát játszottam mindjárt a főiskola elvégzése után. Magabiztosan, nyugodtan léptem a közönség elé. Érdekes, ma sokkal nagyobb lámpalázam van előadások előtt, mint akkor volt. Úgy látszik, minél régebben van valaki a pályán, annál jobban érzi munkája felelősségét… Férjemmel, Bicskey Károllyal nemrég ünnepeltük tízéves házassági évfordulónkat drámákban legtöbbször férjem a partnerem, aki szintén Jászai-díjas. Tízéves házasságunk alatt háromszor játszottunk együtt az Othelloban…Volt egy filmszerepem, amelyet szívesen csináltam. A Sodrásban című Gaál István alkotásáról beszélek. Ennek ellenére a filmet magamtól kicsit idegen műfajnak tartom. A rádió más. Ott a feladat szépségét az adja, hogy a színész csupán a hangjára hagyatkozhat. Csupán hanggal kell karaktert formálnia, s ez nem könnyű. Bizonyára ezért szép. Legjobban persze élő színházban érzem jól magam, s ezért nem találok ennél szebbet. ”

1939-ben végzett az Országos Magyar Színművészeti Akadémián. 1939-től 1941-ig Hódmezővásárhelyen és a Szegedi Nemzeti Színházban, 1941 és 1943 között pedig a debreceni Csokonai Színházban játszott. 1943-tól 1958-ig Pécsett, a Magyar Színházban és a Fővárosi Operettszínházban szerepelt. Majd a győri Kisfaludy Színház és a Veszprémi Petőfi Színház tagja volt. 1969-től 1979-ig Szegeden játszott. Veszprémben, 1964-ben Anna Kareninát játszotta, ekkor volt 25 éves színészi jubileuma.

## Magánélete
Zitás Bertalan (1891–1956) színésztől született fia Bicskei Bertalan (1944–2011) válogatott labdarúgó, edző, akit későbbi férje Bicskey Károly (1920–2009) színész örökbe fogadott. 1997. január 17-én halt meg, 77 éves korában.

## Színpadi szerepeiből

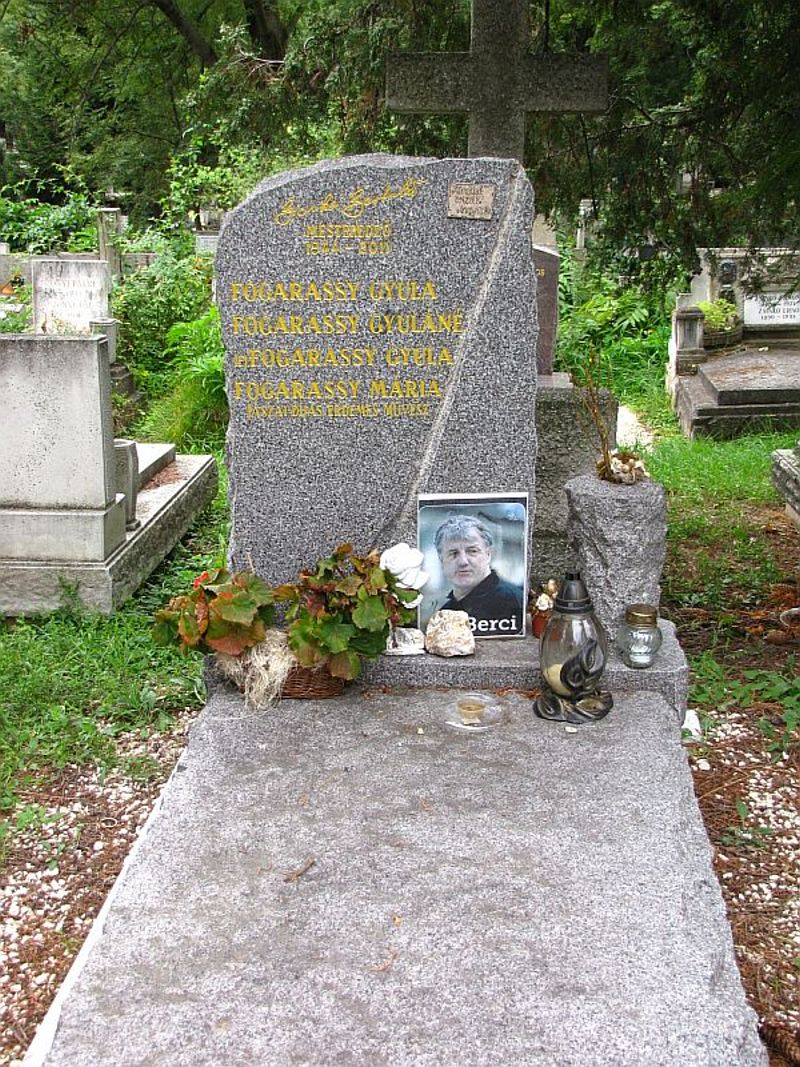
Sírja a Farkasréti temetőben (11/2-1-23)

A Színházi adattárban kilencvenegy bemutatóját rögzítették. A gyűjtemény négy felvételét is őrzi.
- Huszka Jenő: Mária főhadnagy....Mária
- William Shakespeare: Othello....Desdemona
- Shakespeare: Rómeó és Júlia....Júlia
- Shakespeare: Hamlet....Ophelia
- Racine: Phaedra....Phaedra
- Friedrich Schiller: Don Carlos....Eboli
- Madách Imre: Az ember tragédiája....Éva
- Lev Nyikolajevics Tolsztoj–Székely J.: Anna Karenina....Anna
- Örkény István: Macskajáték....Paula
- Tennessee Williams: A vágy villamosa....Blanche
- Bertolt Brecht–Kurt Weill: Koldusopera....Kocsma Jenny
- Kálmán Imre: Csárdáskirálynő....Cecília
- Arthur Miller: A salemi boszorkányok....Rebecca Nurse

## Filmjei

### Játékfilmek
- 5 óra 40 (1939)
- Négyen az árban (1961)
- Sodrásban (1964)
- Zongora a levegőben (1976)

### Tévéfilmek
- Tizenhat város tizenhat leánya (1983)
- Fürkész történetei - A Jóslás című epizódban - (1983)
- A zöld torony (1985)
- A Fantasztikus nagynéni (1986)

## Rádió játék
Füst Milán: Őszi vadászat - Édesanya (1983)

## Díjai
- Jászai Mari-díj (1962)
- Érdemes művész (1975)